# Erich Barkow
Erich Barkow (* 10. März 1882 in Elberfeld; † 7. Januar 1923 in Berlin) war ein deutscher Meteorologe und Polarforscher. Er nahm an der Zweiten Deutschen Antarktisexpedition 1911/12 unter Wilhelm Filchner teil.

## Leben
Barkow schloss das Meteorologiestudium an der Universität Marburg mit der Dissertation „Versuche über Entstehung von Nebel und dessen optischen Eigenschaften bei Wasserdampf und anderen Dämpfen“ 1905 ab. Danach trat er eine Stelle am Meteorologischen Institut Potsdam an.
Im August 1910 nahm er mit Wilhelm Filchner an einer Expedition nach Spitzbergen teil, die zur Vorbereitung der geplanten Zweiten Deutschen Antarktisexpedition diente. Von Mai 1911 bis Dezember 1912 nahm Barkow an der von Filchner geleiteten Antarktisexpedition teil. Während der neunmonatigen Drift des Forschungsschiffes Deutschland durch das Packeis des Weddellmeeres, nahm er aerologische Messreihen auf, die zu einem besseren Verständnis der Luftdruck- und Windverteilung in diesem Sektor der Antarktis führten. Sein Tagebuch lieferte Historikern wichtige Informationen über die während der Expedition aufgetretenen Spannungen zwischen den Teilnehmern.

## Schriften (Auswahl)
- Die natürliche Ventilation der Thermometeraufstellung auf dem meteorologischen Observatorium in Potsdam. Bericht über die Tätigkeit des Kgl. Preuß. meteor. Institutes i. J. 1909, S. 97–113.
- Vorläufiger Bericht über die meteorologischen Beobachtungen der Deutschen Antarktisexpedition 1911–1912. Meteorol. Z. 49, 120–126.

## Ehrungen
Nach Barkow wurden der Mount Barkow in der Antarktis, sowie der Barkowfjellet auf Svalbard benannt.